# Biełszyna
Otwarta spółka akcyjna „Biełszyna” (biał. Адкрытае акцыянернае таварыства «Белшына», ros. Открытое акционерное общество «Белшина») – białoruski producent opon i innych produktów związanych z gumą z siedzibą w Bobrujsku.

## Historia
Budowa białoruskiej fabryki opon Biełszyna w Bobrujsku została nakazana dekretem Rady Ministrów ZSRR nr 299 z 25 marca 1963 r. „O krokach zmierzających do lepszego wykorzystania siły roboczej Białoruskiej Socjalistycznej Republiki Radzieckiej” i rezolucji Nr 90-p z datą 11 czerwca 1965 roku przez Radę Najwyższą ZSRR, który zatwierdził zadanie projektowe budowy fabryki.
W 1972 roku zostaje ukończona budowa fabryki opon w Bobrujsku, a w 1978 roku oddano do eksploatacji kompleks produkcyjny opon do samochodów ciężarowych.

## Sankcje
W 2011 r., po stłumieniu protestów opozycji po wyborach prezydenckich w 2010 r., Stany Zjednoczone nałożyły sankcje na kilka białoruskich przedsiębiorstw państwowych, w tym na Biełszynę. Obywatelom Stanów Zjednoczonych zabroniono prowadzenia interesów z kilkoma podmiotami konglomeratu Biełnaftachim: rafinerią Naftan, producentem nawozów Hrodna Azot, producentem włókien Hrodna Chimwałakno i fabryką opon Biełszyna.
Sankcje wobec Biełszyny i innych firm Biełnaftachimu zostały tymczasowo zawieszone w 2015.
W kwietniu 2021 odnowiono sankcje wobec Biełszyny. 9 sierpnia 2021 Departament Skarbu Stanów Zjednoczonych dodał dyrektora Biełszyny Andreja Bunakoua, do listy specjalnie wyznaczonych obywateli i osób zablokowanych.
Decyzją z dnia 2 grudnia 2021 również Rada Unii Europejskiej nałożyła sankcje na przedsiębiorstwo. Szwajcaria przystąpiła do unijnych sankcji 20 grudnia.
W 2022 roku Japonia i Ukraina nałożyły sankcje na Biełszynę.
W marcu 2024 r. Sąd Unii Europejskiej uwzględnił wniosek Biełszyny o stwierdzenie nieważności wpisania jej na unijną listę sankcyjną. Zdaniem sądu Biełszyna w momencie nałożenia sankcji UE przynosiła straty, a zatem nie była „istotnym źródłem dochodów” reżimu Łukaszenki, zaś Rada Europejska nie wykazała, że zwolnienie pracowników Biełszyny miało podłoże polityczne powodów (oficjalnie uczestnicy strajku zostali zwolnieni za nieobecność w pracy).
W październiku 2024 roku Białoruskie Centrum Badawcze stwierdziło, że Biełszyna dostarcza produkty rosyjskim przedsiębiorstwom obronnym.